# میتکیانا
ماییتکینا (به لاتین: Myitkyina) شهری در میانمار است که در ایالت کاچین واقع شده‌است. ماییتکینا ۲۱۰٬۹۴۹ نفر جمعیت دارد و ۱۴۴ متر بالاتر از سطح دریا واقع شده‌است.